# Ivo Oliveira
Ivo Emanuel Alves Oliveira (Vila Nova de Gaia, 5 de setembro de 1996) é um ciclista português que participa em competições de ciclismo de pista e estrada. Foi campeão mundial e europeu na prova de contrarrelógio (pista) na categoria júnior em 2014.  O seu irmão Rui também compete em ciclismo.
Ganhou uma medalha de prata no Campeonato Mundial de Ciclismo em Pista de 2018 e quatro medalhas no Campeonato Europeu de Ciclismo em Pista entre os anos 2017 e 2020.

## Medalheiro internacional
| Campeonato Mundial | Campeonato Mundial         | Campeonato Mundial | Campeonato Mundial     |
| Ano                | Lugar                      | Medalha            | Competição             |
| ------------------ | -------------------------- | ------------------ | ---------------------- |
| 2018               | Apeldoorn ( Países Baixos) | Medalha de prata   | Perseguição individual |
| Campeonato Europeu |                            |                    |                        |
| Ano                | Lugar                      | Medalha            | Competição             |
| 2017               | Berlim ( Alemanha)         | Medalha de prata   | Perseguição individual |
| 2018               | Glasgow ( Reino Unido)     | Medalha de prata   | Perseguição individual |
| 2020               | Plovdiv ( Bulgária)        | Medalha de ouro    | Perseguição individual |
| 2020               | Plovdiv ( Bulgária)        | Medalha de prata   | Madison                |

## Palmarés
- 2017
  - 1 etapa da Corrida da Paz sub-23

- 2018
  - 1 etapa do Circuito das Ardenas

- 2020
- Campeonato de Portugal Contrarrelógio
- 2023
- 1 etapa da Boucles da Mayenne

## Resultados em Grandes Voltas e Campeonatos do Mundo
| Corrida                | Corrida                | 2017 | 2018 | 2019 | 2020  |
| ---------------------- | ---------------------- | ---- | ---- | ---- | ----- |
|                        | Giro d'Italia          | —    | —    | —    | —     |
|                        | Tour de France         | —    | —    | —    | —     |
|                        | Volta a Espanha        | —    | —    | —    | 101.º |
| Mundial em Estrada     | Mundial em Estrada     | —    | —    | —    | 88.º  |
| Mundial Contrarrelógio | Mundial Contrarrelógio | —    | —    | —    | 34.º  |

—: não participa

Ab.: abandono